# De MeesterBakker
De MeesterBakker was een Vlaams kookprogramma over het bakken van gebakjes, gepresenteerd door Rani De Coninck. Het programma werd vanaf de lente van 2012 uitgezonden op de commerciële televisiezender VTM. Het spitste zich toe op hoe 12 onbekende, ervaren en onervaren mensen konden bakken. Wekelijks werd er een proef gehouden, de beste was de MeesterBakker van de week, diegene(n) die het slechtst presteerden viel(en) af.

## Winnaar
De winnaar van De MeesterBakker was Ellen Lammens uit Boekhoute.Bron